# Poison Ivy II: Lily
Poison Ivy II: Lily is een Amerikaanse film uit 1996. De film is de tweede uit een reeks van vier, die verder bestaat uit Poison Ivy (1992), Poison Ivy: The New Seduction (1997) en Poison Ivy 4: The Secret Society (2008).

## Verhaal
Lily (Alyssa Milano) is een normaal meisje dat gaat studeren. In haar kamer vindt ze een dagboek met diepere en soms duistere geheimen van een zekere Ivy. Hoe meer ze leest, hoe meer ze verandert in Ivy. Met haar seksualiteit weet ze velen te beïnvloeden zodat ze krijgt wat ze wil. Maar het gaat helemaal fout als haar getrouwde leraar (Xander Berkeley) een obsessie voor haar krijgt.

## Rolverdeling
| Acteur              | Personage     |
| ------------------- | ------------- |
| Alyssa Milano       | Lily Leonetti |
| Xander Berkeley     | Donald Falk   |
| Johnathon Schaech   | Gredin        |
| Belinda Bauer       | Angela Falk   |
| Kathryne Dora Brown | Tanya         |
| Camilla Belle       | Daphne Falk   |